# Прости (Татарстан)
Прости — село в Нижнекамском районе Татарстана. Административный центр и единственный населенный пункт Простинского сельского поселения.

## География
Находится приблизительно в 6 км к востоку от районного центра города Нижнекамск и в 3 км от левого берега Камы.

## История
Известно с 1646 года как деревня Простяк (Прость). Первоначально принадлежало Елабужскому Троицкому монастырю. С 1849 года действовала Ильинская церковь, с 1876 земская школа.

## Население
Постоянных жителей было: в 1870—1228, в 1897—1608, в 1920—1879, в 1926—1926, в 1938—1685, в 1949—1122, в 1958—870, в 1970—938, в 1979—762, в 1989—480, в 2002 − 466 (русские 59 %, татары 29 %), 523 в 2010.
| 2012 | 2013 | 2014 | 2015 | 2016 | 2017 |
| ---- | ---- | ---- | ---- | ---- | ---- |
| 550  | ↗574 | ↗620 | ↗637 | →637 | →637 |

## Известные уроженцы
В селе родился Герой Советского Союза Никита Фаддевич Кайманов.